# Станіслав Мухачов
Станісла́в Мухачо́в (болг. Станислав Мухачов; народився 25 лютого 1985, Болгарія) — болгарський хокеїст, нападник. Наразі виступає за «Славію» (Софія) в Болгарській хокейній лізі. У складі національної збірної Болгарії учасник чемпіонатів світу 2009 (дивізіон II) і 2010 (дивізіон II).
Виступав за команди: «Славія» (Софія).

## Досягнення
- Чемпіон Болгарії: (2008, 2009, 2010 «Славія»);
- Володар Кубка Болгарії: (2008, 2009, «Славія»)